# مشاة لا يعبرون الطريق
مشاة لا يعبرون الطريق رواية للكاتب الفلسطيني عاطف أبو سيف، صدرت عن دار الأهلية للنشر والتوزيع عام 2012، تقع في 205 صفحة من القطع المتوسط. صمم غلافها الشاعر زهير أبو شايب، وكانت لوحة الغلاف للفنان الفلسطيني ابن غزة تيسير البطنيجي. الرواية تتناول مواضيع اجتماعية وسياسية تُبرز واقع الحياة الفلسطينية من خلال السرد الأدبي المكثف والمواقف الإنسانية اليومية.

## نبذة
تتمحور الرواية حول قصة مجموعة من الشخصيات التي تعيش في غزة، حيث تعكس تفاعلاتهم اليومية تحديات الاحتلال الإسرائيلي والحصار المفروض على القطاع. تتضمن الرواية محاولة قتل أو اغتيال لرجل ثمانيني، تتسم الجريمة في الرواية بالغموض، حيث لا يكمن الغموض في صعوبة تحديد الجاني فحسب، بل في الشكوك التي تحيط بوقوع الجريمة من الأساس.
كما تتناول الرواية تأثير الواقع السياسي والاجتماعي على الفرد والمجتمع. من خلال موضوعات متعددة، من أبرزها الحياة تحت الحصار، إذ تبرز تأثيره على الحياة اليومية للفلسطينيين، والهوية والمقاومة من خلال تسليط الضوء على صراع الفلسطينيين للحفاظ على هويتهم وسط التحديات، بالإضافة إلى العلاقة العميقة مع المكان، والتي تعكس ارتباط الشخصيات بموطنها رغم قسوة الظروف.

## الشخصيات
- نعيم بن إبراهيم الورداني الرجل الثمانيني وهو الشخصية المحورية، الذي عاش في يافا وأحب سلوى لكن فرقتهما النكبة سنة 1948. عمل ساعي بريد أملاً في العثور على اسم خطيبته سلوى وعنوانها. بعد ستة عقود، يخبره صديقه أنه وجد خيطاً يقوده إليها، لكنه أثناء ذهابه بدراجته للتأكد من ذلك يتعرض لحادث غامض، إما دهساً بسيارة أو سقوطاً عرضياً، وينقل إلى المشفى في حالة خطيرة
- سلوى: خطيبة الرجل الثمانيني التي ظل يبحث عنها طوال حياته، وتمثل رمزاً للضياع الفلسطيني بعد النكبة.
- الصحافي: الذي يكتب تقريراً عن الحادث ويبحث عن الحقيقة، ولكنه يعكس أيضاً صراع المصداقية في العمل الإعلامي.
- الشرطي: المسؤول عن إعداد تقرير رسمي عن الحادث، ويمثل العلاقات المتوترة مع الضابط المسؤول عنه.
- السائق: الذي كان يقود السيارة يوم الحادث، ويثير التساؤلات حول الحادث الغامض.
- بائع الفواكه والخضار: شاهد عيان على الحادث، ويعكس حالة الصدفة التي تجمع الشخصيات.
- الطالبة الجامعية: التي كانت عائدة من الجامعة وقت وقوع الحادث، وتلتف مع بقية الشخصيات حول الرجل الثمانيني في المستشفى.
- صديق الرجل الثمانيني:
- حبيب: صديق الرجل الثمانيني الذي ساعده في محاولات البحث عن سلوى عبر ستين عاماً.

## أسلوب الكتابة
يمتاز أسلوب عاطف أبو سيف بالسرد الواقعي واللغة الشعرية، مع اهتمامه بالتفاصيل الصغيرة التي تعكس الصورة الكبرى للواقع الفلسطيني. يعتمد الكاتب على تعدد الأصوات السردية لإظهار التنوع في التجربة الإنسانية الفلسطينية. اعتبر الكاتب إبراهيم خليل أن النسق الروائي يعاني من بعض الاضطراب، حيث اعتمد المؤلف على تقسيم النص إلى فصول، بعضها يحمل عناوين تشير بشكل مباشر إلى الوقائع. بينما جاءت عناوين أخرى غير مرتبطة بالوقائع بل بالشخصيات.